# Udupi (Distrikt)
Der Distrikt Udupi (Kannada: ಉಡುಪಿ ಜಿಲ್ಲೆ) ist ein Distrikt des indischen Bundesstaates Karnataka. Verwaltungssitz ist die namensgebende Stadt Udupi.

## Geografie und Klima

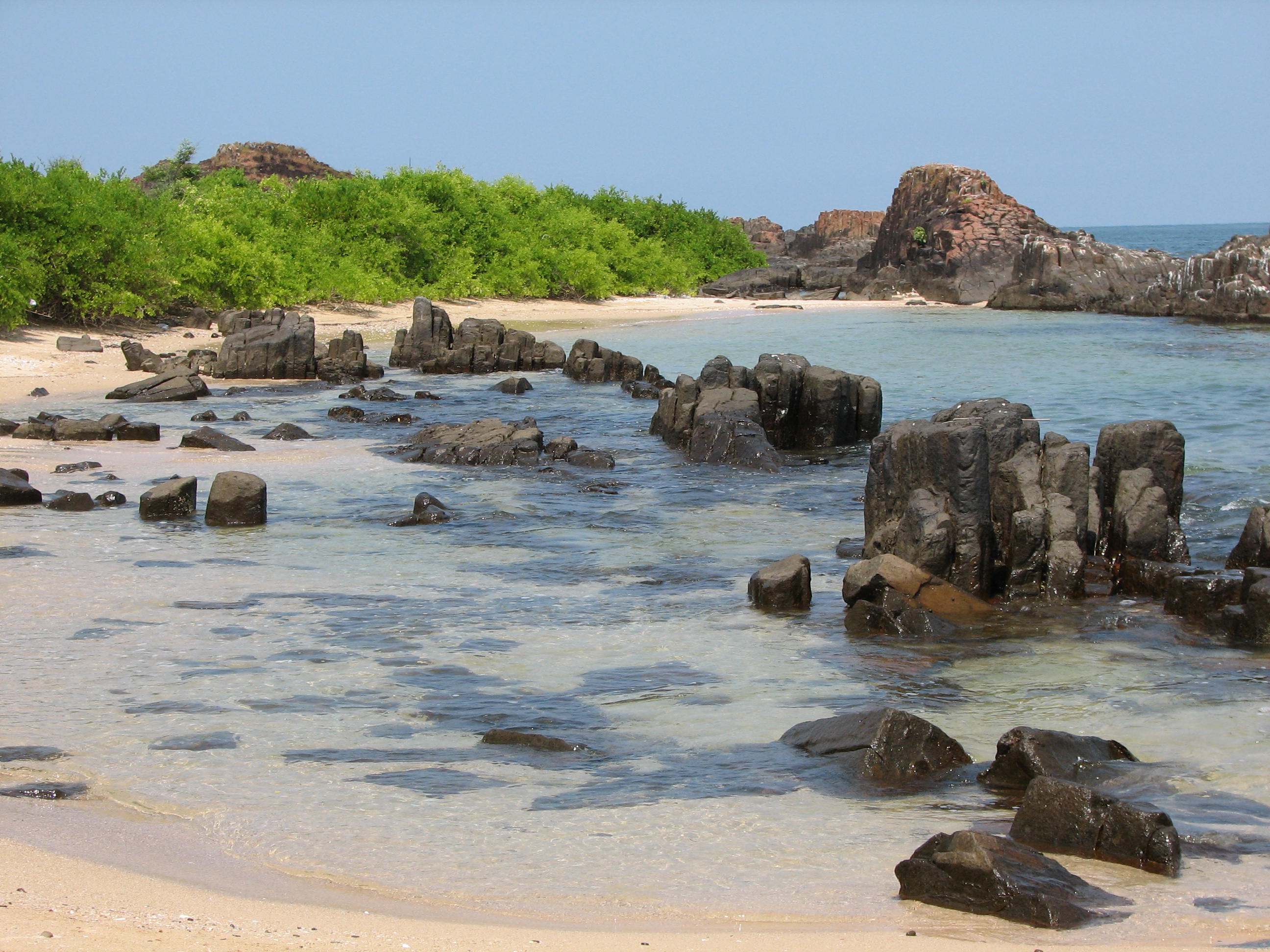
St. Mary's Island vor der Küste des Distrikts Udupi

Der Distrikt Udupi liegt an der Küste des Arabischen Meeres im Westen Karnatakas. Nachbardistrikte sind Uttara Kannada im Norden, Shivamogga im Nordosten, Chikkamagaluru im Osten und Dakshina Kannada im Süden. Der Distrikt Udupi hat eine Fläche von 3.582 Quadratkilometern und ist in die drei Taluks Udupi, Karkala und Kundapura unterteilt.
Der größte Teil Dakshina Kannadas gehört zum schmalen Küstenstreifen im Westen Karnatakas. Im Osten erheben sich die Westghats, die die Küstenregion gegen das Hochland von Dekkan abgrenzen. Das Landschaftsbild in der fruchtbaren Küstenebene wird von Reisfeldern und Kokospalmen geprägt. Der Distrikt wird von mehreren Flussläufen durchflossen. Die wichtigsten sind der Swarna und der Sita, die nördlich der Distrikthauptstadt Udupi in einer Lagune münden. Eine zweite große Lagune liegt weiter nördlich bei Kundapura. Der Küste sind mehrere kleine Inseln vorgelagert.
Beim Ortsklima können vier Jahreszeiten unterschieden werden: die Regenzeit des Südwestmonsuns von Juni bis September, die durch hohe Luftfeuchtigkeit, starke Winde, kräftige und häufige Regenschauer, sowie etwas fallende Temperaturen gekennzeichnet ist, die warmen und dunstigen Monate Oktober und November, in denen sich der Monsun zurückzieht, die drei kühlen und trockenen Monate Dezember bis Februar und die drei heißen Monate März bis April.

## Geschichte
Das Gebiet von Udupi wurde 1799 im Vierten Mysore-Krieg von der Britischen Ostindien-Kompanie erobert und als Teil des Distrikts Kanara in die Provinz Madras eingegliedert. 1862 wurde der Distrikt Kanara in die Distrikte South Kanara (heute Dakshina Kannada) und North Kanara (heute Uttara Kannada) geteilt. Das Gebiet des heutigen Distrikts Udupi kam zu South Kanara, das 1956 zu einem Teil des nach den Sprachgrenzen des Kannada neuformierten Bundesstaates Mysore (heute Karnataka) wurde. Als eigenständiger Distrikt wurde Udupi am 25. August 1997 aus dem Nordteil des Distrikts Dakshina Kannada (bis 1977 South Kanara) gebildet.

## Bevölkerung

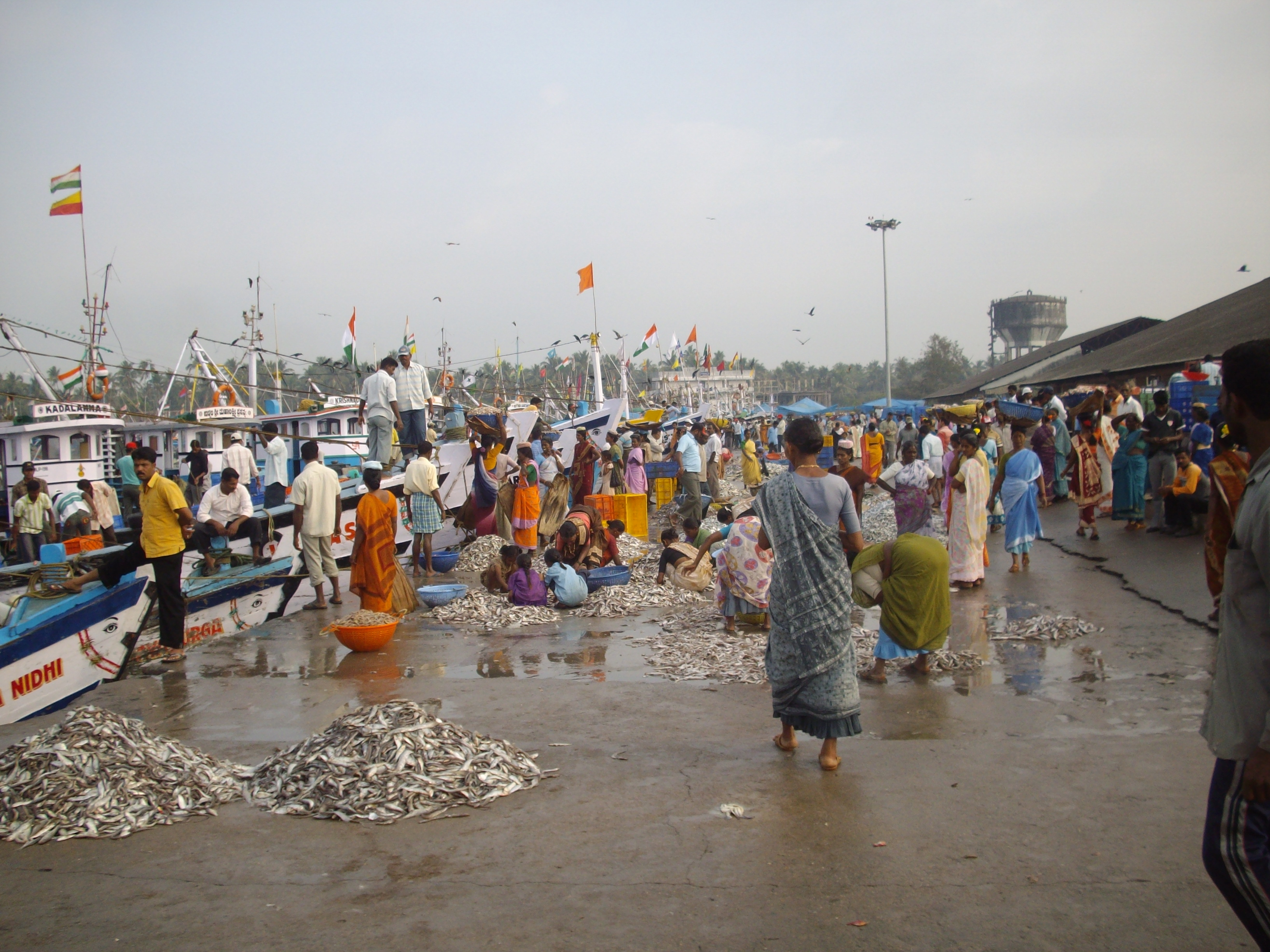
Menschen am Fischhafen von Malpe

Bei der indischen Volkszählung 2011 hatte der Distrikt Udupi 1.177.361 Einwohner. Zwischen 2001 und 2011 wuchs die Einwohnerzahl um 5,9 Prozent und damit deutlich langsamer als im Mittel Karnatakas (15,7 Prozent). Die Bevölkerungsdichte entsprach mit 329 Einwohnern pro Quadratkilometer in etwa dem Durchschnitt des Bundesstaates (319 Einwohner pro Quadratkilometer). 28,4 Prozent der Einwohner des Distrikts Udupi lebten in Städten. Der Urbanisierungsgrad war damit niedriger als der Mittelwert Karnatakas (38,6 Prozent). Die Alphabetisierungsrate gehörte mit 86,3 Prozent zu den höchsten des Bundesstaates und lag deutlich über dem Mittelwert Karnatakas (76,1 Prozent).
Unter den Einwohnern des Distrikts Udupi stellen nach der Volkszählung 2011 Hindus mit 85,7 Prozent die Mehrheit. Daneben gab es Minderheiten von Muslimen (8,2 Prozent) und Christen (5,6 Prozent). Nach Dakshina Kannada hatte der Distrikt Udupi den zweithöchsten christlichen Bevölkerungsanteil Karnatakas.
Neben Kannada, der Hauptsprache Karnatakas, sind im Distrikt Udupi wie im südlich angrenzenden Küstengebiet auch Tulu, Konkani und Malayalam verbreitet. Tulu ist eine Regionalsprache, die in den Distrikten Udupi, Dakshina Kannada und Kasaragod gesprochen wird. Traditionell markiert der Swarna-Fluss die Nordgrenze des Tulu-Gebiets. Konkani ist unter der christlichen Gruppe der Mangalorer Katholiken (Mangalorean Catholics) verbreitet, die ursprünglich aus Goa eingewandert ist. Die Muslime im Distrikt Udupi sprechen anders als im größten Teil Karnatakas mehrheitlich nicht Urdu, sondern einen Dialekt des Malayalam.

## Städte
| Stadt     | Einwohner (2001) |
| --------- | ---------------- |
| Karkal    | 25.118           |
| Kundapura | 28.595           |
| Mallar    | 6.052            |
| Saligram  | 14.959           |
| Udupi     | 113.039          |
| Yenagudde | 4.537            |